# حسن باروق (بالغلو)
حسن باروق (بالفارسية: حسن‌باروق) هي منطقة سكنية تقع في إيران في قسم بالغلو الريفي. يقدر عدد سكانها بـ 648 نسمة بحسب إحصاء 2016.